# Lilltjärnen (Offerdals socken, Jämtland, 704400-142770)
Lilltjärnen är en sjö i Krokoms kommun i Jämtland och ingår i Indalsälvens huvudavrinningsområde.